# Troy (Nuevo Hampshire)
Troy es un pueblo ubicado en el condado de Cheshire en el estado estadounidense de Nuevo Hampshire. En el Censo de 2010 tenía una población de 2.145 habitantes y una densidad poblacional de 47,11 personas por km².

## Geografía
Troy se encuentra ubicado en las coordenadas 42°49′44″N 72°11′20″O / 42.82889, -72.18889. Según la Oficina del Censo de los Estados Unidos, Troy tiene una superficie total de 45.53 km², de la cual 45.13 km² corresponden a tierra firme y (0.89%) 0.41 km² es agua.

## Demografía
Según el censo de 2010, había 2.145 personas residiendo en Troy. La densidad de población era de 47,11 hab./km². De los 2.145 habitantes, Troy estaba compuesto por el 96.97% blancos, el 0.79% eran afroamericanos, el 0.75% eran amerindios, el 0.89% eran asiáticos, el 0.05% eran isleños del Pacífico, el 0.05% eran de otras razas y el 0.51% pertenecían a dos o más razas. Del total de la población el 1.31% eran hispanos o latinos de cualquier raza.